# Aloe ruffingiana
Aloe ruffingiana là một loài thực vật có hoa trong họ Măng tây. Loài này được Rauh & Petignat mô tả khoa học đầu tiên năm 1999.